# 8e étape du Tour de France 2007
Pour un article plus général, voir Tour de France 2007.
La 8e étape du Tour de France 2007 est disputée le 15 juillet. Le parcours de 165 kilomètres relie Le Grand-Bornand à Tignes.

## Profil de l'étape
C'est la première véritable étape de montagne dans les Alpes (les coureurs n'ont eu qu'un col de 1e catégorie à franchir lors de la 7e étape) avec en fin d'étape le franchissement de trois sommets de 1e catégorie : le Cormet de Roselend (1 967 m), la montée d'Hauteville (1 639 m) et la montée de Tignes (2 088 m) où est jugée l'arrivée de l'étape. Comme entrée en matière, les coureurs doivent aussi franchir deux autres sommets en début d'étape, la côte du Bouchet-Mont-Charvin (931 m) et le col de Tamié (907 m).

## Communes traversées

### Haute-Savoie(74)
Le Grand-Bornand,
Saint-Jean-de-Sixt,
Les Villards-sur-Thônes,
Thônes,
Les Clefs,
Serraval,
Le Bouchet-Mont-Charvin,
Marlens,
Faverges.

### Savoie(73)
Plancherine,
Mercury,
Gilly-sur-Isère,
Albertville,
Queige,
Villard-sur-Doron,
Beaufort,
Bourg-Saint-Maurice,
Séez,
Montvalezan,
Sainte-Foy-Tarentaise,
Tignes.

## Récit
Le début d'étape est marqué par de nombreuses attaques. Finalement, un groupe avec une trentaine de coureurs s'en va, parmi lesquels Moreau, Evans, Rogers. Ce groupe se coupe en deux et 18 coureurs se retrouvent devant, dont Rogers.
La Rabobank, piégée pour le général et le maillot à pois, commence à rouler.
La première montée est le Cormet de Roselend. Bernhard Kohl attaque et fait exploser le groupe d'échappée. Derrière, Michael Rasmussen s'échappe et remonte le groupe. Finalement un groupe de 6 coureurs se forme : Rasmussen, Kohl, Rogers, Arroyo, Colom et Goubert. Rasmussen passe en tête, mais l'événement le plus important est la chute de Rogers dans la descente, chute qui entraîne Arroyo.
Dès le début de Hauteville, Rasmussen part avec Colom et Arroyo. Rogers récupère mal de sa chute et doit abandonner après s'être fait déposer par le peloton.
Dans la montée vers Tignes, Rasmussen accélère et s'en va vers la victoire d'étape, le maillot jaune et le maillot à pois.
Christophe Moreau est le premier à secouer le peloton. Il accélère et un groupe de 8 coureurs se forme : avec lui, Alejandro Valverde, Alberto Contador, Yaroslav Popovych, Cadel Evans, Iban Mayo de retour, Andrey Kashechkin et Fränk Schleck. Moreau et Mayo attaquent de nombreuses fois et Mayo passe la ligne une vingtaine de secondes devant Valverde, Moreau et les autres.
Mais le fait de l'étape est la défaillance d'Alexandre Vinokourov, blessé, qui n'a pu suivre dans la roue de son équipier d'Astana Andreas Klöden qui faisait le forcing pour revenir.

## Classement de l'étape
| \| Classement de l'étape \| Classement de l'étape \| Classement de l'étape \| Classement de l'étape \| Classement de l'étape \| \| Coureur \| Coureur \| Pays \| Équipe \| Temps \| \| --------------------- \| --------------------- \| --------------------- \| --------------------- \| --------------------- \| \| 1er \| Michael Rasmussen \| Danemark \| Rabobank \| 4 h 49 min 40 s \| \| 2e \| Iban Mayo \| Espagne \| Saunier Duval-Prodir \| + 2 min 47 s \| \| 3e \| Alejandro Valverde \| Espagne \| Caisse d'Épargne \| + 3 min 12 s \| \| 4e \| Christophe Moreau \| France \| AG2R Prévoyance \| + 3 min 13 s \| \| 5e \| Fränk Schleck \| Luxembourg \| CSC \| + 3 min 13 s \| \| 6e \| Cadel Evans \| Australie \| Predictor-Lotto \| + 3 min 13 s \| \| 7e \| Andrey Kashechkin \| Kazakhstan \| Astana \| + 3 min 13 s \| \| 8e \| Alberto Contador \| Espagne \| Discovery Channel \| + 3 min 31 s \| \| 9e \| Denis Menchov \| Russie \| Rabobank \| + 3 min 35 s \| \| 10e \| Carlos Sastre \| Espagne \| CSC \| + 3 min 35 s \| |                    |            |                      |                 |
| |                    |            |                      |                 |
| |                    |            |                      |                 |
| Classement de l'étape |                    |            |                      |                 |
| Coureur | Coureur            | Pays       | Équipe               | Temps           |
| 1er | Michael Rasmussen  | Danemark   | Rabobank             | 4 h 49 min 40 s |
| 2e | Iban Mayo          | Espagne    | Saunier Duval-Prodir | + 2 min 47 s    |
| 3e | Alejandro Valverde | Espagne    | Caisse d'Épargne     | + 3 min 12 s    |
| 4e | Christophe Moreau  | France     | AG2R Prévoyance      | + 3 min 13 s    |
| 5e | Fränk Schleck      | Luxembourg | CSC                  | + 3 min 13 s    |
| 6e | Cadel Evans        | Australie  | Predictor-Lotto      | + 3 min 13 s    |
| 7e | Andrey Kashechkin  | Kazakhstan | Astana               | + 3 min 13 s    |
| 8e | Alberto Contador   | Espagne    | Discovery Channel    | + 3 min 31 s    |
| 9e | Denis Menchov      | Russie     | Rabobank             | + 3 min 35 s    |
| 10e | Carlos Sastre      | Espagne    | CSC                  | + 3 min 35 s    |

## Classement général
Vainqueur de l'étape avec près de trois minutes trente d'avance sur le peloton des favoris, le Danois Michael Rasmussen (Rabobank) s'empare du maillot jaune de leader du classement général. Il devance l'ancien leader l'Allemand Linus Gerdemann (T-mobile) de 43 secondes. Grâce à ses attaques dans les derniers kilomètres de l'étape et au temps gagné sur le reste des favoris, l'Espagnol Iban Mayo (Saunier Duval-Prodir) remonte en troisième position à deux minutes et 39 secondes. Le reste du top 10, entre Alejandro Valverde (Caisse d'Épargne) et le Russe Denis Menchov (Rabobank) se tient en moins de vingt secondes.
| \| Classement général \| Classement général \| Classement général \| Classement général \| Classement général \| \| Coureur \| Coureur \| Pays \| Équipe \| Temps \| \| ------------------ \| ------------------ \| ------------------ \| -------------------- \| ------------------ \| \| 1er \| Michael Rasmussen \| Danemark \| Rabobank \| 39 h 37 min 42 s \| \| 2e \| Linus Gerdemann \| Allemagne \| T-Mobile \| + 43 s \| \| 3e \| Iban Mayo \| Espagne \| Saunier Duval-Prodir \| + 2 min 39 s \| \| 4e \| Alejandro Valverde \| Espagne \| Caisse d'Épargne \| + 2 min 51 s \| \| 5e \| Andrey Kashechkin \| Kazakhstan \| Astana \| + 2 min 52 s \| \| 6e \| Cadel Evans \| Australie \| Predictor-Lotto \| + 2 min 53 s \| \| 7e \| Christophe Moreau \| France \| AG2R Prévoyance \| + 3 min 06 s \| \| 8e \| Alberto Contador \| Espagne \| Discovery Channel \| + 3 min 10 s \| \| 9e \| Fränk Schleck \| Luxembourg \| CSC \| + 3 min 14 s \| \| 10e \| Denis Menchov \| Russie \| Rabobank \| + 3 min 19 s \| |                    |            |                      |                  |
| |                    |            |                      |                  |
| |                    |            |                      |                  |
| Classement général |                    |            |                      |                  |
| Coureur | Coureur            | Pays       | Équipe               | Temps            |
| 1er | Michael Rasmussen  | Danemark   | Rabobank             | 39 h 37 min 42 s |
| 2e | Linus Gerdemann    | Allemagne  | T-Mobile             | + 43 s           |
| 3e | Iban Mayo          | Espagne    | Saunier Duval-Prodir | + 2 min 39 s     |
| 4e | Alejandro Valverde | Espagne    | Caisse d'Épargne     | + 2 min 51 s     |
| 5e | Andrey Kashechkin  | Kazakhstan | Astana               | + 2 min 52 s     |
| 6e | Cadel Evans        | Australie  | Predictor-Lotto      | + 2 min 53 s     |
| 7e | Christophe Moreau  | France     | AG2R Prévoyance      | + 3 min 06 s     |
| 8e | Alberto Contador   | Espagne    | Discovery Channel    | + 3 min 10 s     |
| 9e | Fränk Schleck      | Luxembourg | CSC                  | + 3 min 14 s     |
| 10e | Denis Menchov      | Russie     | Rabobank             | + 3 min 19 s     |

## Classements annexes
| Classement par points | Classement par points | Classement par points | Classement par points | Classement par points |
| Coureur               | Coureur               | Pays                  | Équipe                | Points                |
| --------------------- | --------------------- | --------------------- | --------------------- | --------------------- |
| 1er                   | Tom Boonen            | Belgique              | Quick Step-Innergetic | 147 pts               |
| 2e                    | Erik Zabel            | Allemagne             | Team Milram           | 134 pts               |
| 3e                    | Robert Hunter         | Afrique du Sud        | Barloworld            | 103 pts               |
| 4e                    | Thor Hushovd          | Norvège               | Crédit Agricole       | 101 pts               |
| 5e                    | Robbie McEwen         | Australie             | Predictor-Lotto       | 97 pts                |

| Classement par points | Classement par points | Classement par points | Classement par points | Classement par points |
| Coureur               | Coureur               | Pays                  | Équipe                | Points                |
| --------------------- | --------------------- | --------------------- | --------------------- | --------------------- |
| 1er                   | Tom Boonen            | Belgique              | Quick Step-Innergetic | 147 pts               |
| 2e                    | Erik Zabel            | Allemagne             | Team Milram           | 134 pts               |
| 3e                    | Robert Hunter         | Afrique du Sud        | Barloworld            | 103 pts               |
| 4e                    | Thor Hushovd          | Norvège               | Crédit Agricole       | 101 pts               |
| 5e                    | Robbie McEwen         | Australie             | Predictor-Lotto       | 97 pts                |

| Classement de la montagne | Classement de la montagne | Classement de la montagne | Classement de la montagne       | Classement de la montagne |
| Coureur                   | Coureur                   | Pays                      | Équipe                          | Points                    |
| ------------------------- | ------------------------- | ------------------------- | ------------------------------- | ------------------------- |
| 1er                       | Michael Rasmussen         | Danemark                  | Rabobank                        | 82 pts                    |
| 2e                        | Sylvain Chavanel          | France                    | Cofidis-Le Crédit par Téléphone | 42 pts                    |
| 3e                        | Linus Gerdemann           | Allemagne                 | T-Mobile                        | 30 pts                    |
| 4e                        | David de la Fuente        | Espagne                   | Saunier Duval-Prodir            | 30 pts                    |
| 5e                        | Laurent Lefèvre           | France                    | Bouygues Telecom                | 27 pts                    |

| Classement de la montagne | Classement de la montagne | Classement de la montagne | Classement de la montagne       | Classement de la montagne |
| Coureur                   | Coureur                   | Pays                      | Équipe                          | Points                    |
| ------------------------- | ------------------------- | ------------------------- | ------------------------------- | ------------------------- |
| 1er                       | Michael Rasmussen         | Danemark                  | Rabobank                        | 82 pts                    |
| 2e                        | Sylvain Chavanel          | France                    | Cofidis-Le Crédit par Téléphone | 42 pts                    |
| 3e                        | Linus Gerdemann           | Allemagne                 | T-Mobile                        | 30 pts                    |
| 4e                        | David de la Fuente        | Espagne                   | Saunier Duval-Prodir            | 30 pts                    |
| 5e                        | Laurent Lefèvre           | France                    | Bouygues Telecom                | 27 pts                    |

| Classement du meilleur jeune | Classement du meilleur jeune | Classement du meilleur jeune | Classement du meilleur jeune | Classement du meilleur jeune |
| Coureur                      | Coureur                      | Pays                         | Équipe                       | Temps                        |
| ---------------------------- | ---------------------------- | ---------------------------- | ---------------------------- | ---------------------------- |
| 1er                          | Linus Gerdemann              | Allemagne                    | T-Mobile                     | 39 h 38 min 25 s             |
| 2e                           | Alberto Contador             | Espagne                      | Discovery Channel            | + 2 min 27 s                 |
| 3e                           | Kanstantsin Siutsou          | Biélorussie                  | Barloworld                   | + 5 min 35 s                 |
| 4e                           | Mauricio Soler               | Colombie                     | Barloworld                   | + 6 min 48 s                 |
| 5e                           | Vladimir Gusev               | Russie                       | Discovery Channel            | + 8 min 40 s                 |

| Classement du meilleur jeune | Classement du meilleur jeune | Classement du meilleur jeune | Classement du meilleur jeune | Classement du meilleur jeune |
| Coureur                      | Coureur                      | Pays                         | Équipe                       | Temps                        |
| ---------------------------- | ---------------------------- | ---------------------------- | ---------------------------- | ---------------------------- |
| 1er                          | Linus Gerdemann              | Allemagne                    | T-Mobile                     | 39 h 38 min 25 s             |
| 2e                           | Alberto Contador             | Espagne                      | Discovery Channel            | + 2 min 27 s                 |
| 3e                           | Kanstantsin Siutsou          | Biélorussie                  | Barloworld                   | + 5 min 35 s                 |
| 4e                           | Mauricio Soler               | Colombie                     | Barloworld                   | + 6 min 48 s                 |
| 5e                           | Vladimir Gusev               | Russie                       | Discovery Channel            | + 8 min 40 s                 |

| Classement par équipes | Classement par équipes | Classement par équipes | Classement par équipes |
| Équipe                 | Équipe                 | Pays                   | Temps                  |
| ---------------------- | ---------------------- | ---------------------- | ---------------------- |
| 1re                    | Rabobank               | Pays-Bas               | 119 h 02 min 30 s      |
| 2e                     | Caisse d'Épargne       | Espagne                | + 1 min 18 s           |
| 3e                     | Astana                 | Suisse                 | + 2 min 37 s           |
| 4e                     | Discovery Channel      | États-Unis             | + 4 min 21 s           |
| 5e                     | Euskaltel-Euskadi      | Espagne                | + 5 min 08 s           |

| Classement par équipes | Classement par équipes | Classement par équipes | Classement par équipes |
| Équipe                 | Équipe                 | Pays                   | Temps                  |
| ---------------------- | ---------------------- | ---------------------- | ---------------------- |
| 1re                    | Rabobank               | Pays-Bas               | 119 h 02 min 30 s      |
| 2e                     | Caisse d'Épargne       | Espagne                | + 1 min 18 s           |
| 3e                     | Astana                 | Suisse                 | + 2 min 37 s           |
| 4e                     | Discovery Channel      | États-Unis             | + 4 min 21 s           |
| 5e                     | Euskaltel-Euskadi      | Espagne                | + 5 min 08 s           |

### Combativité
Michael Rasmussen